# ロイヤルバンク・オブ・スコットランド・チャレンジャー
ロイヤルバンク・オブ・スコットランド・チャレンジャー（Royal Bank of Scotland Challenger）とは、2003年からアメリカ合衆国カリフォルニア州マリン郡のティブロンにて開催されている男子プロテニス協会チャレンジャートーナメントである。サーフェスは屋外ハードコート。イギリスエディンバラに本社を置く投資銀行、ロイヤルバンク・オブ・スコットランドが冠スポンサーを務める。2005年から2008年まで開催が中断されている時期があったが、2009年から大会が再開している。

## 大会歴代優勝者

### シングルス
| 年          | 優勝                             | 準優勝               | 試合結果      |
| ----------- | -------------------------------- | -------------------- | ------------- |
| 2009        | 添田豪                           | イリア・ボゾリャック | 3–6, 6–3, 6–2 |
| 2008 - 2005 | 未開催                           | 未開催               | 未開催        |
| 2004        | K.J.ヒッペンスティール           | ケビン・キム         | 6-3, 6-3      |
| 2003        | アレックス・ボゴモロフ・ジュニア | ジェフ・モリソン     | 7-6, 6-3      |

### ダブルス
| 年          | 優勝                                          | 準優勝                                    | 試合結果         |
| ----------- | --------------------------------------------- | ----------------------------------------- | ---------------- |
| 2009        | トレト・コンラッド・ユーイ ハーシュ・マンハド | イリア・ボゾリャック ドゥサン・ベミッチ   | 6–4, 6–4         |
| 2008 - 2005 | 未開催                                        | 未開催                                    | 未開催           |
| 2004        | アンドレ・サ ブルーノ・ソアレス               | ブランドン・コープ ロバート・ケンドリック | 6-2, 6-3         |
| 2003        | ブランドン・コープ ジャスティン・ギメルストブ | ディエゴ・アヤラ ロバート・ケンドリック   | 0-6, 6-3, 7-6(3) |